# Embelia basankusuensis
Embelia basankusuensis är en viveväxtart som beskrevs av A. Taton. Embelia basankusuensis ingår i släktet Embelia och familjen viveväxter. Inga underarter finns listade i Catalogue of Life.